# 5872 Суґано
5872 Суґано (5872 Sugano) — астероїд головного поясу, відкритий 30 вересня 1989 року.
Тіссеранів параметр щодо Юпітера — 3,608.
Названо на честь Суґано (яп. すがの(菅野) суґано).